# Reacție Delépine
Reacția Delépine este o reacție organică de sinteză a aminelor primare (4) ca urmare a reacției dintre halogenuri de alchil sau benzil (1) și hexametilentetramină (2), urmată de hidroliza acidă a sării de amoniu cuaternar obținută (3). Reacția a fost denumită după chimistul francez Stéphane Marcel Delépine (1871–1965).

## Mecanism de reacție
Derivatul halogenat de alchil sau benzil 1 reacționează cu hexametilentetramina formând o sare de amoniu cuaternar 3, ca urmare a alchilării unui singur atom de azot de fiecare dată. Ca urmare a refluxării sării obținute cu soluție de acid clorhidric în etanol concentrat are loc conversia acesteia la amină primară, precum și formaldehidă (sub formă de acetal cu etanolul) și clorură de amoniu: